# True Boardman
True Boardman, , il cui nome anagrafico era William True Boardman (Oakland, 1880 – Los Angeles, 28 settembre 1918), è stato un attore statunitense del muto, talvolta accreditato come T. Boardman.
Nella sua carriera, durata dal 1911 al 1918, girò oltre 130 film. Morì nel 1918, a soli 38 anni, vittima dell'influenza spagnola.

## Biografia
Nato a Oakland, in California, William True Boardman era figlio dell'attrice Caro True Boardman. Cominciò a recitare dapprima sui palcoscenici di Oakland e poi su quelli di Seattle, prima di passare al cinema. Sposò l'attrice Virginia True Boardman. Dal loro matrimonio nacque un unico figlio, William True Jr.(1909–2003), che, con il nome di True Eames Boardman, avrebbe intrapreso anche lui una carriera che lo portò a recitare e a scrivere, diventando sceneggiatore.  La pronipote Lisa Gerritsen è una ex attrice bambina che lavorò soprattutto in televisione.
Nel febbraio 1919 uscì postumo Terror of the Range, un serial di genere western di cui True Boardman era uno degli interpreti accanto a Betty Compson e George Larkin. Fu il suo ultimo film: l'attore, vittima dell'influenza spagnola, era morto il 28 settembre 1918 a Los Angeles a soli 38 anni di età.

## Filmografia

### 1911
- The Rose of Old St. Augustine, regia di Otis Turner - cortometraggio (1911)
- The Visiting Nurse, regia di Joseph A. Golden - cortometraggio (1911)
- The New Editor, diretto da Joseph A. Golden (1911)
- Two Lives, regia di Joseph A. Golden - cortometraggio (1911)
- The Warrant, regia di Joseph A. Golden - cortometraggio (1911)
- A Fair Exchange, regia di Joseph A. Golden - cortometraggio (1911)
- The Gray Wolves, regia di Joseph A. Golden - cortometraggio (1911)
- A New York Cowboy, regia di Francis Boggs - cortometraggio (1911)
- A Tennessee Love Story, regia di Joseph A. Golden - cortometraggio (1911)

### 1912
- Alkali Ike's Pants, regia di Gilbert M. 'Broncho Billy' Anderson (1912)
- An Indian Sunbeam, regia di Gilbert M. 'Broncho Billy' Anderson (1912)
- Alkali Ike Stung!, regia di Gilbert M. 'Broncho Billy' Anderson (1912)
- The Shotgun Ranchman, regia di Arthur Mackley (1912)
- The Outlaw's Sacrifice, regia di Arthur Mackley (1912)
- The Tomboy on Bar Z, regia di Gilbert M. 'Broncho Billy' Anderson (1912)
- The Boss of the Katy Mine, regia di Arthur Mackley (1912)
- Broncho Billy's Mexican Wife, regia di Gilbert M. 'Broncho Billy' Anderson (1912)
- Western Girls, regia di Gilbert M. 'Broncho Billy' Anderson (1912)
- The Reward for Broncho Billy, regia di Gilbert M. 'Broncho Billy' Anderson (1912)

### 1913
- The Miner's Request, regia di Arthur Mackley (1913)
- Broncho Billy and the Outlaw's Mother, regia di Gilbert M. 'Broncho Billy' Anderson (1913)
- Broncho Billy's Brother, regia di Gilbert M. 'Broncho Billy' Anderson (1913)
- The Sheriff's Child, regia di Arthur Mackley (1913)
- Broncho Billy's Gun Play, regia di Gilbert M. 'Broncho Billy' Anderson (1913)
- The Ranchman's Blunder, regia di Arthur Mackley (1913)
- Across the Great Divide, regia di Arthur Mackley (1913)
- The Western Law That Failed, regia di Arthur Mackley (1913)
- Old Gorman's Gal, regia di Arthur Mackley (1913)
- The Sheriff's Wife, regia di Arthur Mackley (1913)
- The Ranch Feud, regia di Gilbert M. 'Broncho Billy' Anderson (1913)
- The Rustler's Spur, regia di Jess Robbins (1913)
- The Life We Live, regia di Arthur Mackley (1913)
- The Dance at Eagle Pass, regia di Lloyd Ingraham (1913)
- The Tenderfoot Sheriff, regia di Gilbert M. 'Broncho Billy' Anderson (1913)
- The Episode at Cloudy Canyon, regia di Lloyd Ingraham (1913)
- Broncho Billy Reforms, regia di Gilbert M. 'Broncho Billy' Anderson (1913)
- Days of the Pony Express, regia di Arthur Mackley (1913)
- Why Broncho Billy Left Bear Country, regia di Gilbert M. 'Broncho Billy' Anderson (1913)
- The Belle of Siskiyou, regia di Lloyd Ingraham (1913)
- The Struggle, regia di Gilbert M. 'Broncho Billy' Anderson (1913)
- A Borrowed Identity, regia di Lloyd Ingraham (1913)
- Broncho Billy Gets Square, regia di Gilbert M. 'Broncho Billy' Anderson (1913)
- Greed for Gold, regia di Lloyd Ingraham (1913)
- The Rustler's Step-Daughter, regia di Lloyd Ingraham (1913)
- The Cowboy Samaritan, regia di Lloyd Ingraham (1913)
- The End of the Circle, regia di Jess Robbins (1913)
- The Naming of the Rawhide Queen, regia di Lloyd Ingraham (1913)
- Broncho Billy's Squareness, regia di Gilbert M. 'Broncho Billy' Anderson (1913)
- The Three Gamblers, regia di Gilbert M. 'Broncho Billy' Anderson (1913)
- The Trail of the Snake Band, regia di Lloyd Ingraham (1913)
- Broncho Billy's Christmas Deed', regia di Gilbert M. 'Broncho Billy' Anderson (1913)

### 1914
- Through Trackless Sands, regia di Lloyd Ingraham (1914)
- The Cast of the Die, regia di Jess Robbins (1914)
- Broncho Billy and the Bad Man, regia di Gilbert M. 'Broncho Billy' Anderson (1914)
- Nearly Married (1914)
- A Gambler's Way, regia di Lloyd Ingraham (1914)
- The Weaker's Strength, regia di Lloyd Ingraham (1914)
- Sophie Picks a Dead One, regia di Jess Robbins (1914)
- The Calling of Jim Barton, regia di Gilbert M. 'Broncho Billy' Anderson (1914)
- The Conquest of Man, regia di Lloyd Ingraham (1914)
- Single Handed, regia di Lloyd Ingraham (1914)
- The Atonement
- Snakeville's New Sheriff
- Broncho Billy's Close Call
- Broncho Billy's Sermon
- A Snakeville Romance
- Sophie Pulls a Good One
- Broncho Billy's Duty
- Broncho Billy and the Mine Shark
- The Wooing of Sophie
- Sophie Finds a Hero
- Broncho Billy's Jealousy
- Sophie Gets Stung
- Slippery Slim -- Diplomat
- Broncho Billy and the Sheriff
- Snakeville's Home Guard
- Broncho Billy's Fatal Joke
- Slippery Slim and His Tombstone
- Broncho Billy Wins Out
- Broncho Billy's Wild Ride
- Slippery Slim and the Fortune Teller
- When Slippery Slim Met the Champion
- Broncho Billy and the Greaser
- Broncho Billy Rewarded
- The Hazards of Helen
- Broncho Billy's Decision
- The Tell-Tale Hand
- Broncho Billy's Scheme
- Snakeville's Reform Wave
- Broncho Billy's Double Escape
- Broncho Billy and the Sheriff's Office

### 1915
- Broncho Billy and the Escaped Bandit, regia di Gilbert M. 'Broncho Billy' Anderson (1915)
- Broncho Billy and the Claim Jumpers, regia di Gilbert M. 'Broncho Billy' Anderson (1915)
- Broncho Billy and the Sisters, regia di Gilbert M. 'Broncho Billy' Anderson	 (1915)
- When Love and Honor Called, regia di Gilbert M. 'Broncho Billy' Anderson (1915)
- Broncho Billy's Sentence, regia di Gilbert M. 'Broncho Billy' Anderson (1915)
- Mysteries of the Grand Hotel, regia di James W. Horne - serial (1915)
- The Secret Code, regia di James W. Horne - cortometraggio (1915)
- The Riddle of the Rings, regia di James W. Horne - cortometraggio (1915)
- The Substituted Jewel, regia di James W. Horne - cortometraggio (1915)
- The Barnstormers, regia di James W. Horne (1915)
- A Double Identity
- The False Clue, regia di James W. Horne - cortometraggio (1915)
- When Thieves Fall Out, regia di James W. Horne (1915)
- His Masterpiece (1915)
- Under Oath, regia di James W. Horne (1915)
- The Man on Watch
- The Man in Irons
- The Dream Seekers, regia di James W. Horne (1915)
- The Pitfall, regia di James W. Horne
- Stingaree, regia di James W. Horne - serial (1915)
- An Enemy of Mankind, regia di James W. Horne (1915)
- A Voice in the Wilderness, regia di James W. Horne (1915)
- The Black Hole of Glenrenald, regia di James W. Horne (1915)
- To the Vile Dust, regia di James W. Horne (1915)
- A Bushranger at Bay, regia di James W. Horne (1915)
- The Taking of Stingaree, regia di James W. Horne (1915)

### 1916
- The Honor of the Road, regia di James W. Horne (1916)
- The Purification of Mulfers, regia di James W. Horne (1916)
- The Duel in the Desert, regia di James W. Horne (1916)
- The Villain Worshipper, regia di James W. Horne (1916)
- The Moth and the Star, regia di James W. Horne (1916)
- The Darkest Hour, regia di James W. Horne (1916)
- The Social Pirates, regia di James W. Horne (1916)
- The Little Monte Carlo, regia di James W. Horne (1916)
- The Trapping of 'Peeler' White
- The Record Run
- The Race for a Siding
- The Governor's Special
- The Girl from Frisco, regia di James W. Horne (1916)
- The Fighting Heiress, regia di James W. Horne (1916)
- The Turquoise Mine Conspiracy , regia di James W. Horne (1916)
- The Oil Field Plot , regia di James W. Horne (1916)
- Tigers Unchained, regia di James W. Horne (1916)
- The Ore Plunderers, regia di James W. Horne (1916)
- The Treasure of Cibola, regia di James W. Horne (1916)
- The Gun Runners, regia di James W. Horne (1916)
- A Battle in the Dark, regia di James W. Horne (1916)
- The Web of Guilt, regia di James W. Horne (1916)
- The Reformation of Dog Hole, regia di James W. Horne (1916)
- The Yellow Hand, regia di James W. Horne (1916)
- The Harvest of Gold, regia di James W. Horne (1916)
- The Son of Cain, regia di James W. Horne (1916)
- The Witch of the Dark House, regia di James W. Horne (1916)
- The Mystery of the Brass Bound Chest, regia di James W. Horne (1916)
- The Fight for Paradise Valley, regia di James W. Horne (1916)
- Border Wolves, regia di James W. Horne (1916)
- The Poisoned Dart, regia di James W. Horne (1916)
- The Stain of Chuckawalla, regia di James W. Horne (1916)
- On the Brink of War, regia di James W. Horne (1916)

### 1917
- The False Prophet, regia di James W. Horne (1917)
- The Resurrection of Gold Bar, regia di James W. Horne (1917)
- The Homesteaders' Feud, regia di James W. Horne (1917)
- The Wolf of Los Alamos, regia di James W. Horne (1917)
- The Dominion of Fernandez, regia di James W. Horne (1917)
- The Further Adventures of Stingaree, regia di Paul C. Hurst (Paul Hurst) (1917)
- A Bold Deception (1917)

### 1918
- Molly Go Get 'Em, regia di Lloyd Ingraham (1918)
- Tarzan of the Apes, regia di Scott Sidney (1918)
- The Doctor and the Woman, regia di Phillips Smalley e Lois Weber (1918)
- Danger Within, regia di Rae Berger (1918)
- The Romance of Tarzan, regia di Wilfred Lucas (1918)

### 1919
- Terror of the Range, regia di Stuart Paton (1919)